# Круглов, Аркадий Константинович
Аркадий Константинович Круглов (4 сентября 1926, Сычёвский уезд, Смоленская губерния — 1998, Москва) — российский инженер, учёный, лауреат Государственной премии СССР (1980).

## Биография
Родился 4 сентября 1926 года в деревне Рожево Смоленской области, Жорновского (Жёрновского) сельсовета, Сычевского района в крестьянской семье. С 1940 года начал работать в Ленинграде на Кировском заводе, будучи учеником фабрично-заводского училища — ФЗУ (в те годы — ремесленное училище бывшего Путиловского завода). Специальность полученная при обучении в ФЗУ: модельщик (изготовление сложных деревянных конструкций). В 1942 году был эвакуирован по Дороге жизни в Ростов Великий (фотографии зданий, где размещались эвакуированные из Ленинграда дети, по состоянию на 2023 год приведены в данной статье), далее эвакуированных учащихся ремесленного училища доставили в Ворошиловград (Луганск), где ученики ФЗУ окончили среднюю школу. Из класса в тридцать учеников с экзаменом по украинскому языку справился только один. В результате экзамен был исключен из аттестатов зрелости.
С 1946 по 1951 гг. учился в Ленинградском электротехническом институте имени В. И. Ульянова (Ленина) на специальном электрофизическом факультете, после окончания которого был направлен на комбинат № 817, находившемся на Южном Урале между старыми городами Кыштым и Касли около озера Кызыл-Таш.
В 1952—1968 гг. работал на Плутониевом комбинате № 817 (Челябинск-40, ПО «Маяк») на различных объектах: сначала (1952-1955) работал на первом в стране промышленном уран-графитовом ядерном реакторе - реактор А (инженер-физик, с. н. с.), а с 1955 — начальник физической лаборатории № 5 ЦЗЛ комбината № 817, обеспечивавшей научную поддержку различных режимов работы уран-графитовых и тяжеловодных ядерных реакторов с исследованием надёжности активных зон реакторов, с уточнением наработки в ядерных реакторах различных изотопов и анализом их извлечения. "На реакторе А велась наработка ... изотопов; например, из висмута-209 получали полоний-210, который длительное время использовался вместе с бериллием как источник нейтронов в ядерных боеприпасах. ... Кроме блоков из урана ("А-9") на реактор поступали и блоки из тория ("Б-9")  и висмута ("Б-8")." Был участником проведения многочисленных исследований по определению критических масс различных растворов с плутонием и ураном и обеспечению ядерной безопасности на объектах, работающих с делящимися материалами. Необходимость такой работы была связана с тем, что даже в 1956 году 1 процент работающих на обслуживании ядерного реактора получал годовое воздействие радиации от 25  до 100 Бэр. (стр.250 в "История Советского атомного проекта. Документы. Воспоминания и исследования. Выпуск 1 под ред. В.А.Визгина, М.:1998).
В 1968 — был переведён в центральных аппарат Минсредмаша СССР в Москве, где сначала работал начальником физико-технического отдела научно-технического управления (НТУ), заместителем начальника а затем начальником научно-технического управления (до 1991 г.). Помимо поста начальника научно-технического управления входил в Научно-технический совет (НТС)  министерства и являлся членом секции министерства. В 1972 году окончил Институт управления народным хозяйством, что позволило участвовать в создании автоматизированных систем управления и информационного обеспечения отрасли. Возглавлял работу министерства по международной стандартизации и являлся председателем постоянной советской части технического комитета – ISO/TK 85. В период его руководства НТУ решены многие научные и инженерные проблемы ядерного топливного цикла, разработаны технологии переработки сложных полиметаллических руд и радиоактивных отходов, спроектированы и внедрены автоматизированные системы управления. В июне-июле 1986 г. участвовал в ликвидации последствий аварии на Чернобыльской АЭС, был членом правительственной комиссии и начальником оперативного штаба ГКАЭ. Принимал решения о целесообразности использовании тех или иных технических приемов и изобретений при ликвидации аварии. Например, метода очистки кровель от радиоактивных отходов.
Источник: Горжусь своей работой / Козлова Елена Александровна / Участники проекта // Живая история /// История Росатома
С 1991 г. по 1998 г. работал ведущим научным сотрудником ЦНИИАтоминформ, занимаясь историей советского атомного проекта. В 1992 году в Минатоме России было принято решение (приказ Министра от 07.03.1992 № 271) о написании истории атомной промышленности бывшего СССР и Российской Федерации. Необходимость появления профессиональной истории советского атомного проекта была связана с тем, что из-за секретности темы большинство публикаций осуществлялось неспециалистами, распространяющими тенденциозную информацию о проблемах, связанных с использованием атомной энергии. (Бюллетень Центра по общественной информации по атомной энергии. 4/93, стр.80 ЦНИИАтоминформ)
Скончался в Москве в 1998 году. Похоронен на Химкинском кладбище (55 участок). Библиотека книг по тематике атомной промышленности была передана в дар библиотеке ЦЗЛ ФГУП «ПО Маяк» стараниями Жарова Петра Анатольевича.

## Научная деятельность
Внес большой вклад в обеспечение ядерной безопасности на предприятиях атомной отрасли, в том числе безопасности при работе с делящимися материалами. Участвовал в разработке комплекса мероприятий по защите воздушного бассейна от радиационных выбросов. Лауреаты Государственной премии СССР в области науки и техники (1976—1980)

### Научные труды
- Штаб Атомпрома / Аркадий Круглов. — М. : ЦНИИАТОМИНФОРМ, 1998. — 493 с. : ил., портр.; 20 см; ISBN 5-85165-333-7[4].
- Как создавалась атомная промышленность в СССР / А. К. Круглов. — М. : Изд-во ЦНИИатоминформ, Б. г. (1994). — 378,[1] с. : ил.; 20 см; ISBN 5-85165-011-7 : Б. ц. Второе издание М.: ЦНИИАТОМИНФОРМ, 1995 — …
- The history of the soviet atomic industry. London and New York: Taylor&Francis — Б. г. (1998) — …
- Реакторное производство радиоактивных нуклидов / А. К. Круглов, А. П. Рудик. — М. : Энергоатомиздат, 1985. — 255 с.; 22 см; ISBN В пер.
- Искусственные изотопы и методика расчета их образования в ядерных реакторах [Текст] / А. К. Круглов, А. П. Рудик. — Москва : Атомиздат, 1977. — 167 с. : ил.; 21 см.
- Бюллетень по Атомной энергии, 1993 - №11, с.59-87. Завершающий этап создания конструкции первой плутониевой бомбы. Результаты испытаний на Семипалатинском полигоне

## Награды и звания
- Кандидат технических наук (1967);
- Государственная премия СССР (1980) — за участие в разработке комплекса материалов по защите воздушного бассейна от радиационных выбросов предприятий Комбината № 817;
- Орден «Знак Почёта».

## Семья
- Отец — Константин Николаевич Круглов (1897—1941?)
- Мать — Евдокия Андреевна Круглова (урождённая Громова), (1895—1989)